# Tara Cameron
Tara Cameron es una deportista estadounidense que compitió en natación sincronizada. Ganó una medalla de plata en el Campeonato Mundial de Natación de 1982, en la prueba de equipo.

## Palmarés internacional
| Campeonato Mundial | Campeonato Mundial  | Campeonato Mundial | Campeonato Mundial |
| Año                | Lugar               | Medalla            | Prueba             |
| ------------------ | ------------------- | ------------------ | ------------------ |
| 1982               | Guayaquil (Ecuador) | Medalla de plata   | Equipo             |